# 2016年共和党全国大会
2016年共和党全国大会（にせんじゅうろくねんきょうわとうぜんこくたいかい、2016 Republican National Convention）は、2016年7月18日から21日までアメリカ合衆国オハイオ州クリーブランドのクイックン・ローンズ・アリーナで開催された共和党全国大会である。
2016年大統領選挙における大統領候補にドナルド・トランプ、副大統領候補にマイク・ペンスが指名された。

## 背景
アメリカの政党の党大会では大統領経験者や指名を争ったライバル、党の将来を担う若手が演説するのが恒例だが、この大会ではトランプの妻や娘、息子などの家族が連日演壇に立った。総合格闘技団体UFC代表のダナ・ホワイトをはじめ、男性モデル、女子プロゴルファー、IT企業の富豪らによる演説も目立った。
大会3日目には共和党予備選挙でトランプと対立したテッド・クルーズが予定時間を超えて長々と喋り続け、最後までトランプへの支持を訴えることなく演説を終えた。